# Attentum
Attentum är ett av de tre mål i den klassiska retoriken som talaren behöver uppfylla i sin inledning, exordium, för att få lyssnaren eller läsaren att stanna kvar. De andra målen är docilem och benivolum.

Attentum betyder att göra publiken intresserad vilket går att lyckas med på flera olika sätt. Janne Lindqvist ger exempel på att inleda med någonting drastiskt, personligt eller aktuellt. Exempel på någonting drastiskt kan vara ett hot, en förhoppning, något upprörande, något humoristiskt eller något gåtfullt. Exempel på någonting personligt kan vara en erfarenhet, en berättelse eller ett avslöjande. Någonting aktuellt kan exempelvis vara en uppmärksammad nyhet.
Författaren till Ad Herennium skriver att ”Deras uppmärksamhet vinner vi, om vi lovar att diskutera viktiga, nya och ovanliga ting, eller sådant som är av betydelse för samhället, för lyssnarna själva eller för dyrkandet av de dödliga gudarna”.